# Sanctuaire de faune et de flore de Los Flamencos
Le sanctuaire de faune et de flore de Los Flamencos est une zone protégée dans le département de La Guajira, en Colombie.
Sa principale attraction est le flamant des Caraïbes, qu'on trouve en grand nombre dans le sanctuaire.